# Snavlunda socken
Snavlunda socken i Närke ingick i Sundbo härad, ingår sedan 1971 i Askersunds kommun i Örebro län och motsvarar från 2016 Snavlunda distrikt.
Socknens areal är 114,90 kvadratkilometer, varav 107,17 land. År 2000 fanns här 732 invånare. Godset Tjälvesta, småorten Kårberg samt kyrkbyn Snavlunda med sockenkyrkan Snavlunda kyrka ligger i socknen.

## Administrativ historik
Snavlunda socken har medeltida ursprung. 
Vid kommunreformen 1862 övergick socknens ansvar för de kyrkliga frågorna till Snavlunda församling och för de borgerliga frågorna till Snavlunda landskommun. Landskommunen inkorporerades 1952 i Lerbäcks landskommun som 1971 uppgick i Askersunds kommun.
1 januari 2016 inrättades distriktet Snavlunda, med samma omfattning som församlingen hade 1999/2000.
Socknen har tillhört fögderier, tingslag och domsagor enligt vad som beskrivs i artikeln Sundbo härad. De indelta soldaterna tillhörde Närkes regemente, Askersunds kompani.

## Geografi
Snavlunda socken ligger norr om Askersund med Tiveden i väster. Socknen är en sjörik kuperad skogsbygd.

### Geografisk avgränsning
I norr ligger Södra Dovrasjön och Dovrasjödalens naturreservat. Här gränsar Snavlunda socken mot Viby socken i Hallsbergs kommun. I nordost och öster avgränsas församlingen av Lerbäcks socken. I söder ligger Askersunds socken. 
I väster når Snavlunda socken in i skogsområdet Tiveden, där den gränsar mot Ramundeboda socken i Laxå kommun. I denna del av församlingen ligger bl.a. byn Breberg. Byn Svinnersta ligger norr om sjön Anten, över vilken gränsen mot Askersunds socken går.
Väster om Snavlunda kyrka ligger Kyrkesjön samt Trehörningen (128,7 m ö.h.), vilka utgör naturreservat.

## Fornlämningar
Gravrösen och stensättningar från järnåldern samt en fornborg är funna.

## Namnet
Namnet (1314 Snaualundum') kommer från kyrkbyn. Förleden kan innehålla ett ånamn bildat från snav syftande på en ådel, Torsbroån, mellan Kyrkesjön och Östersjön. Efterleden är en pluralform av lund, 'skogsdunge'.

## Befolkningsutveckling
| Befolkningsutvecklingen i Snavlunda socken 1750–1990                                                    | Befolkningsutvecklingen i Snavlunda socken 1750–1990 | Befolkningsutvecklingen i Snavlunda socken 1750–1990 | Befolkningsutvecklingen i Snavlunda socken 1750–1990 | Befolkningsutvecklingen i Snavlunda socken 1750–1990 |
| --- | ---------------------------------------------------- | ---------------------------------------------------- | ---------------------------------------------------- | ---------------------------------------------------- |
| |                                                      |                                                      |                                                      |                                                      |
| År |                                                      |                                                      | Folkmängd                                            |                                                      |
| 1750 | 1750                                                 |                                                      | 1 005                                                |                                                      |
| 1760 | 1760                                                 |                                                      | 1 037                                                |                                                      |
| 1769 | 1769                                                 |                                                      | 1 054                                                |                                                      |
| 1780 | 1780                                                 |                                                      | 1 033                                                |                                                      |
| 1790 | 1790                                                 |                                                      | 1 080                                                |                                                      |
| 1800 | 1800                                                 |                                                      | 1 239                                                |                                                      |
| 1810 | 1810                                                 |                                                      | 1 374                                                |                                                      |
| 1820 | 1820                                                 |                                                      | 1 407                                                |                                                      |
| 1830 | 1830                                                 |                                                      | 1 595                                                |                                                      |
| 1840 | 1840                                                 |                                                      | 1 684                                                |                                                      |
| 1850 | 1850                                                 |                                                      | 1 815                                                |                                                      |
| 1860 | 1860                                                 |                                                      | 1 846                                                |                                                      |
| 1870 | 1870                                                 |                                                      | 1 963                                                |                                                      |
| 1880 | 1880                                                 |                                                      | 2 105                                                |                                                      |
| 1890 | 1890                                                 |                                                      | 2 201                                                |                                                      |
| 1900 | 1900                                                 |                                                      | 2 176                                                |                                                      |
| 1910 | 1910                                                 |                                                      | 2 023                                                |                                                      |
| 1920 | 1920                                                 |                                                      | 1 989                                                |                                                      |
| 1930 | 1930                                                 |                                                      | 1 903                                                |                                                      |
| 1940 | 1940                                                 |                                                      | 1 593                                                |                                                      |
| 1950 | 1950                                                 |                                                      | 1 362                                                |                                                      |
| 1960 | 1960                                                 |                                                      | 1 113                                                |                                                      |
| 1970 | 1970                                                 |                                                      | 794                                                  |                                                      |
| 1980 | 1980                                                 |                                                      | 764                                                  |                                                      |
| 1990 | 1990                                                 |                                                      | 754                                                  |                                                      |
| Anm: Källor: Umeå universitet - Tabellverket 1749-1859, Demografiska databasen, CEDAR, Umeå universitet |                                                      |                                                      |                                                      |                                                      |